# Bloedbad van Bleiburg
Het Bloedbad van Bleiburg is de massamoord op een groot aantal voornamelijk Kroatische militairen en burgers in mei 1945 in het Karinthische dorp Bleiburg, thans in Oostenrijk en in 1938-1945 gelegen in nazi-Duitsland.
Tijdens de Tweede Wereldoorlog was er de zogeheten Onafhankelijke Staat Kroatië, een bij de opdeling van het koninkrijk Joegoslavië ontstane Duitse satellietstaat. Deze collaboreerde onder leiding van Ante Pavelić met nazi-Duitsland. Kroatische militairen en de leden van Pavelić’ ustasjabeweging vermoordden massaal Joden, Serviërs en Roma. 
Het belangrijkste verzetsleger in Joegoslavië tegen de nazi’s was het partizanenleger van Tito. Aan het eind van de oorlog rukte dit snel op en in de lente van 1945 werd duidelijk dat de partizanen spoedig heel Joegoslavië in handen zouden hebben. De Kroatische regering droeg toen niet alleen het eigen leger maar ook de burgerbevolking op tot een aftocht naar het naburige Oostenrijk, om zich daar aan de westerse geallieerden over te geven; men hoopte op een coulantere behandeling. Veel van de vluchtelingen konden vanwege hun medewerking aan het ustasja-regime vrezen voor vergeldingsacties van de partizanen.
Half mei 1945 kwam een grote colonne militairen, ustasja’s en burgers aan bij Bleiburg, dat nog deel uitmaakte van het Duitse rijk, dat zich zojuist had overgegeven aan de geallieerden. Daar werden ze tegengehouden door Britse soldaten, die intussen Karinthië in handen hadden (een deel ervan was door de Joegoslavische partizanen bevrijd). De Britten leverden hen over aan de partizanen. Een deel van de groep werd weggevoerd naar Joegoslavische gevangenissen en strafkampen, het grootste deel werd echter zonder vorm van proces ter plaatse terechtgesteld.
Tot op heden worden massagraven gevonden van slachtoffers van het bloedbad. Het exacte aantal slachtoffers is onbekend, maar wordt geschat op meerdere tienduizenden.

## Herdenking
Het bloedbad wordt in Bleiburg jaarlijks met een plechtige mis in de rooms-katholieke kerk herdacht door Kroatische nationalisten. In 2020 kon de herdenking daar geen doorgang vinden wegens de coronacrisis, ze werd verplaatst naar Sarajevo in Bosnië. Veel Bosniërs beschouwden dit als een provocatie en er werd fel geprotesteerd.
Ardeatijnse-grotten · Babi Jar · Bleiburg · Bronnaja Gora · Butrimonys · Canicattì · Changjiao · Chatyn · Distomo · Glitiškės · Kamjanets-Podilsky · Katyn · Ležáky · Lidice · Maillé · Malmedy · Nanjing · Oradour-sur-Glane · Paneriai · Sochy · Trhová Kamenice · Tulle · Vinkt · Wereth